# Demetrio Madrid
Demetrio Madrid López, né le 1er août 1936 à Villaralbo, dans la province de Zamora, est un homme politique espagnol membre du Parti socialiste ouvrier espagnol (PSOE).
Il est élu au Congrès des députés en 1977, puis devient, en 1983, président du gouvernement régional de Castille-et-León, à l'issue des premières élections régionales. Contraint à la démission en 1986, il est réélu député au Congrès en 1993, avant d'entrer au Sénat en 2000. Quatre ans plus tard, il met fin à sa carrière politique.

## Biographie

### Formation et vie professionnelle
Il est technicien du textile de formation, ayant suivi une formation à l'école de maîtrise industrielle, où il a également étudié le marketing et l'administration des entreprises. Il a ensuite dirigé diverses entreprises industrielles de type coopératif.

### Ascension en Castille-et-León
Désigné au poste de premier secrétaire du PSOE dans la province de Zamora, alors dans la clandestinité, en 1974, il est élu  au Congrès des députés lors des élections générales du 15 juin 1977. Réélu en 1979, il est nommé deuxième secrétaire de la commission des Travaux publics et de l'Urbanisme. En sa qualité de député, il appartient également au conseil général de Castille-et-León, chargé de préparer le passage à l'autonomie et d'administrer le territoire, dont il est responsable pour l'urbanisme et le logement.

### Chef du gouvernement régional
Le 13 février 1983, il est élu secrétaire général du Parti socialiste de Castille-et-León-PSOE (PSCyL-PSOE) et candidat aux élections régionales du 8 mai suivant, en remplacement de Juan Antonio Arévalo, démissionnaire. Il échoue, le mois suivant, à être élu président du gouvernement régional provisoire, du fait de l'abstention du Centre démocratique et social (CDS), qui laisse gauche et droite à égalité. À la suite de la victoire des socialistes aux élections régionales, au cours desquelles ils obtiennent 42 sièges sur 84, il est investi, le 23 mai, président de la Junte de Castille-et-León par 42 voix contre 39 et 3 abstentions.
Il est réélu, l'année suivante, secrétaire général du PSCyL-PSOE au cours d'un congrès marqué par la division, en obtenant 54 % des voix contre son prédécesseur. Toutefois, au congrès régional de 1985, il est élu président de la fédération régionale, tandis que Juan José Laborda, porte-parole du groupe socialiste au Sénat lui succède à la direction régionale.
Mis en examen par le tribunal territorial de Valladolid pour « cessions frauduleuse » de son ancienne entreprise, Pekus, il annonce, le 29 octobre 1986, sa démission de la présidence du gouvernement régional, qu'il conserve par intérim jusqu'à l'investiture de son successeur. Celle-ci a lieu le 14 novembre, la succession devenant effective sept jours plus tard.

### Fin de carrière politique
Il continue de siéger aux Cortes de Castille-et-León jusqu'en 1993, étant remplacé à la présidence du PSCyL-PSOE le 17 avril 1988. Aux élections générales du 6 juin 1993, il redevient député de la province de Zamora au Congrès des députés et occupe le poste de premier vice-président de la commission conjointe des Affaires européennes jusqu'à la fin de la législature en 1996. Après sa réélection, il obtient, en 1997, le poste de deuxième secrétaire de cette même commission.
Entré au Sénat à l'occasion des élections générales du 12 mars 2000, il est élu président de la commission des Pétitions et siège à la commission conjointe des Affaires européennes. Il ne se représente pas en 2004 et intègre alors le conseil consultatif de Castille-et-León, dont il est révoqué en 2011, pour avoir atteint la limite d'âge des 75 ans.